# Język car
Język car, także pu – język austroazjatycki używany na wyspie Kar Nikobar. Według danych z 2005 roku ma 37 tys. użytkowników.
Służy jako lingua franca Nikobarów. Nie jest wzajemnie zrozumiały z pozostałymi językami wysp, choć niegdyś języki te bywały uważane za dialekty jednego języka nikobarskiego.
Jest zapisywany alfabetem łacińskim. Piśmiennictwo zaczęło się rozwijać pod koniec XIX wieku. Misjonarz George Whitehead opracował ortografię, która przyjęła się w powszechnym użyciu, a także sporządził słownik języka car (1925) ; nowsze materiały to m.in. opracowanie gramatyczne (1970) .